# Dombasle-en-Xaintois
Dombasle-en-Xaintois ist eine französische Gemeinde mit 124 Einwohnern (Stand: 1. Januar 2022) im Département Vosges in der Region Grand Est. Sie gehört zum Arrondissement Neufchâteau (bis 2024 Épinal) und ist Mitglied im Gemeindeverband Communauté de communes de Mirecourt Dompaire. Die Bewohner werden Dombaslois und Dombasloises genannt.

## Geografie

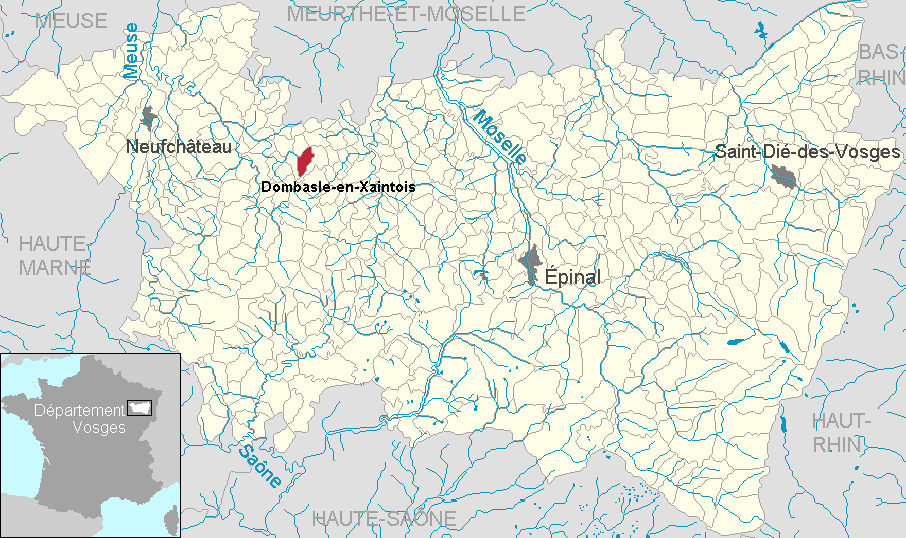
Lage der Gemeinde Dombasle-en-Xaintois im Département Vosges

Die Gemeinde Dombasle-en-Xaintois auf halbem Weg zwischen Épinal und Neufchâteau liegt im Süden des Xaintois, einer Hochfläche, die die Einzugsgebiete der Flüsse Vair (ein Nebenfluss der Maas) und Madon (Nebenfluss der Mosel) voneinander trennt.
Nachbargemeinden von Dombasle-en-Xaintois sind Totainville und Oëlleville im Norden, Rouvres-en-Xaintois im Osten und Südosten sowie Ménil-en-Xaintois im Westen.

## Geschichte
Der Ortsname ist auf den Heiligen Basolus von Verzy (französisch Basle de Verzy) zurückzuführen, der weite Teile Lothringens missionierte.
Das Gebiet um Dombasle gehörte zum Herrschaftsbereich der Grafen von Toul, ab dem 13. Jahrhundert zum Herzogtum Lothringen und schließlich seit 1766 gemäß dem Wiener Frieden zu Frankreich.

### Bevölkerungsentwicklung
| Jahr      | 1962 | 1968 | 1975 | 1982 | 1990 | 1999 | 2006 | 2014 | 2021 |
| Einwohner | 135  | 146  | 141  | 148  | 139  | 119  | 123  | 118  | 120  |

In den Jahren 1861 und 1866 wurden mit je 294 Bewohnern die bisher höchsten Einwohnerzahlen ermittelt. Die Zahlen basieren auf den Daten von cassini.ehess und INSEE.

## Sehenswürdigkeiten
- Kirche St. Basolus aus dem 19. Jahrhundert

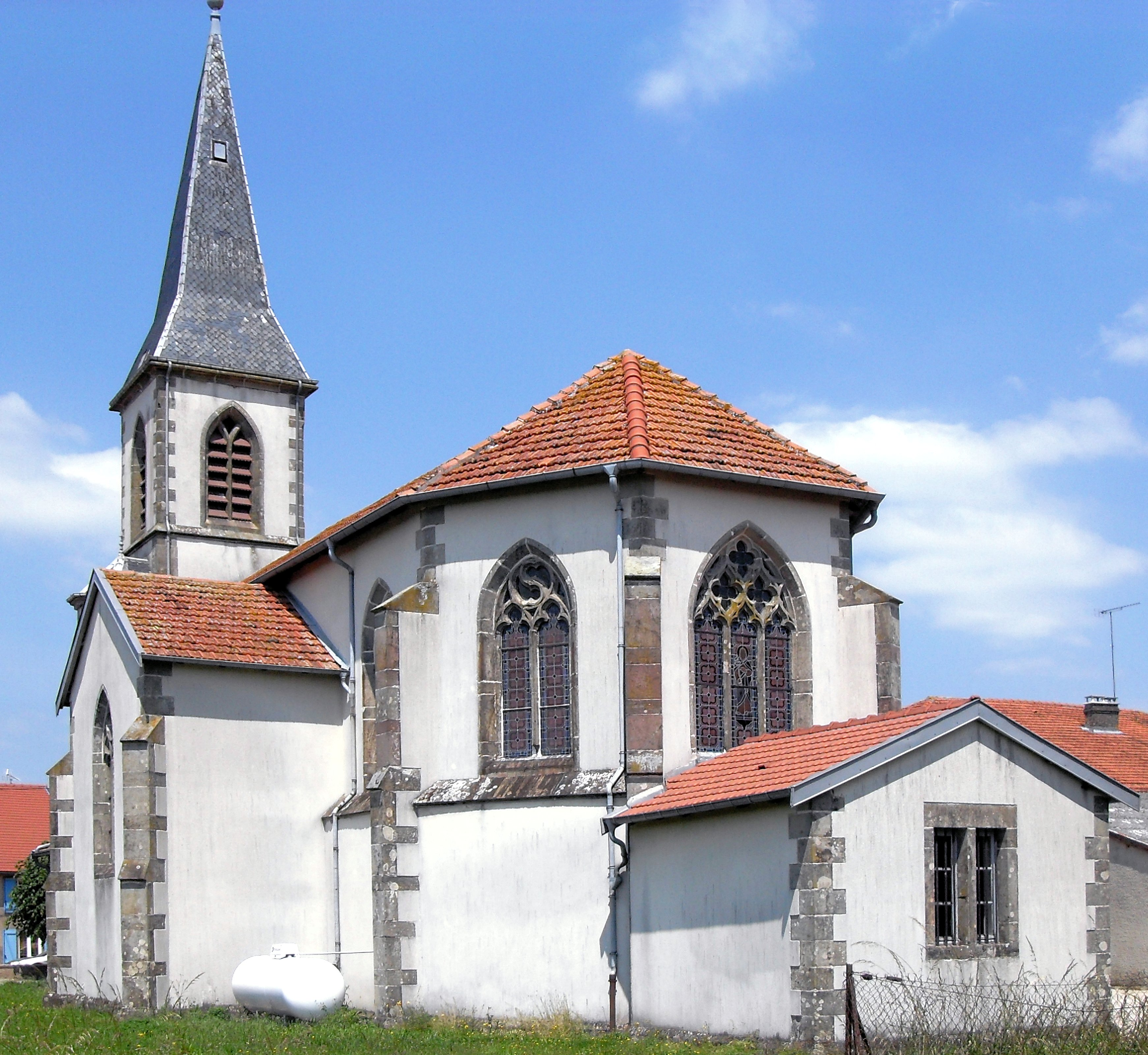
Kirche St. Basolus
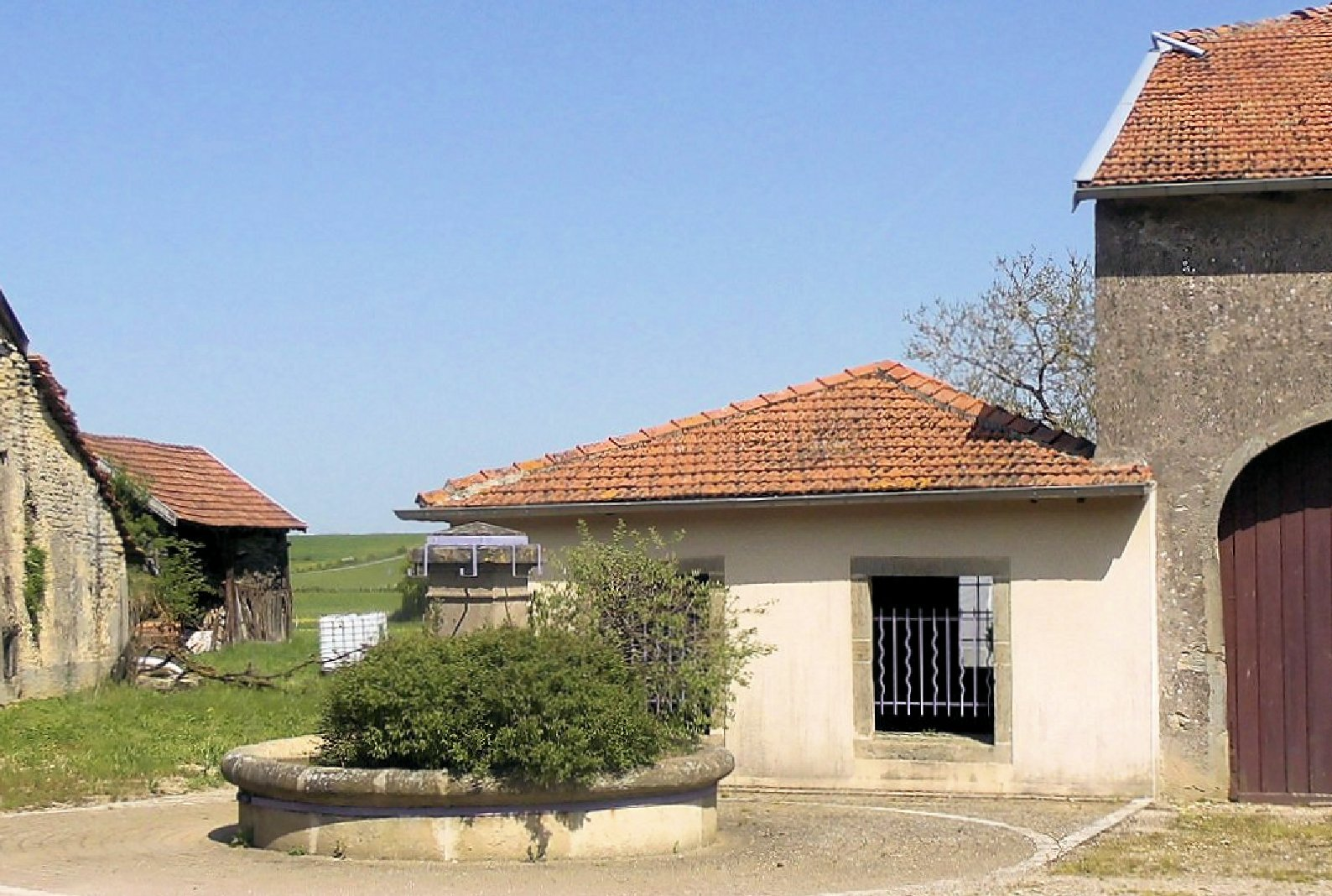
Lavoir

## Wirtschaft und Infrastruktur
Die Land- und Forstwirtschaft spielt in Dombasle und Umgebung nach wie vor eine wichtige Rolle. In der Gemeinde sind zwei Landwirtschaftsbetriebe ansässig (Gemüseanbau, Pferdezucht).
Die Häuser des etwa 50 Kilometer südlich von Nancy gelegenen typischen Straßendorfes gruppieren sich entlang der Fernstraße D 166, die von Épinal über Mirecourt nach Neufchâteau führt und zehn Kilometer westlich von Dombasle die Autoroute A31 (Beaune-Metz-Luxemburg) quert.

## Belege
1. ↑  Dombasle-en-Xaintois auf cassini.ehess
2. ↑  Dombasle-en-Xaintois auf INSEE
3. ↑  Landwirtschaftsbetriebe auf annuaire-mairie.fr (französisch)